# Grense Jakobselv
Grense Jakobselv (samisk: Vuorjánjohka) er en bebyggelse i Sør-Varanger kommune i Troms og Finnmark fylke i Norge. Den ligger i et lille dalstrøg hvor Jakobselv løber ud i Varangerfjorden. Elven markerer grænsen til Rusland. Tidligere var der permanent bosættelse i dalen, men denne blev fraflyttet i slutningen af 1970'erne/først i 1980'erne. Forsvaret har sin nordligste grænsestation i Grense Jakobselv.

## Historie
For at markere Norges suverænitet over områderne ved Jakobselv fik kong Oscar II bygget et kapel i Grense Jakobselv. Kapellet blev indviet i 1869.
Man fik vejforbindelse til Kirkenes i 1966.

## Geologi
Ved Grense Jakobselv findes gnejsbjergarter af samme type som findes på Finnmarksvidda, f.eks. Jergul-gnejsen og Raisædno-komplekset. Disse stærkt metamorfoserede gnejstyper danner en korridor mellem Øst-Finnmarks grundfjeldsområde og Finnmarksviddas grundfjeldsområde.